# Nanafalia
Nanafalia – jednostka osadnicza w Stanach Zjednoczonych, w stanie Alabama, w hrabstwie Marengo.